# Addington, Buckinghamshire
Addington är en ort och civil parish i Storbritannien.   Den ligger i kommunen Buckinghamshire och riksdelen England, i den södra delen av landet, 70 km nordväst om huvudstaden London. Antalet invånare är 145. Arean är 5,3 kvadratkilometer.
Terrängen i Addington är mycket platt.